# Darlington
Darlington – miasto w północno-wschodniej Anglii, w hrabstwie Durham, w dystrykcie (unitary authority) Darlington, położone tuż nad Morzem Północnym. W 2021 roku miasto liczyło 93 015 mieszkańców. W Darlington istnieje klub piłkarski o nazwie Darlington Football Club. W 1825 roku z Darlington poprowadzono pierwszą na świecie trasę kolejową (znajduje się tam muzeum kolei m.in. z najstarszymi z parowozów na świecie). Miasto zamieszkują również emigranci, głównie z Indii, Turcji, Polski, Hiszpanii i Chin.

## Współpraca
- Mülheim an der Ruhr, Niemcy
- Amiens, Francja